# 말루쿠주

말루쿠주의 위치

말루쿠주(인도네시아어: Provinsi Maluku)는 인도네시아의 주 가운데 하나로, 말루쿠 제도의 중부와 남부 지역을 관할한다. 주도는 암본섬에 있는 도시인 암본이며 인구는 3,131,860명(2020년 기준), 면적은 54,185km2이다.
1950년부터 1999년까지 말루쿠 제도를 구성하는 모든 섬들은 하나의 주를 형성하였지만 1999년 말루쿠 제도의 북부 지역이 북말루쿠주로 분리되어 신설되었다.

말루쿠주의 기
말루쿠주의 문장

## 인구
| 연도                               | 인구      | ±%     |
| ---------------------------------- | --------- | ------ |
| 1971                               | 1,089,565 | —      |
| 1980                               | 1,411,006 | +29.5% |
| 1990                               | 1,857,790 | +31.7% |
| 1995                               | 2,086,516 | +12.3% |
| 2000                               | 1,205,539 | −42.2% |
| 2010                               | 1,533,506 | +27.2% |
| 2015                               | 1,683,856 | +9.8%  |
| 2020                               | 1,848,923 | +9.8%  |
| Source: Badan Pusat Statistik 2019 |           |        |